# Astah
Der Astah war ein ostindisches Längenmaß und galt in Singapur und auf der Insel Prince of Wales als Ellenmaß.
- 1 Astah = 202 13/25 Pariser Linien = 456 Millimeter = ½ Yard (engl.)

Die Elle fand auch Anwendung bei der Festlegung des Ackermaßes. Als Quadrat-Astah war das Maß vom Orlong abgeleitet.
- 1 Orlong = 25.600 Quadrat-Astah = 53,51 Aren[3]